# Trolejbusy w Splicie
Trolejbusy w Splicie – system transportu trolejbusowego działający w latach 1964–1968 w Splicie, stolicy żupanii splicko-dalmatyńskiej w ówczesnej Jugosławii (dziś Chorwacja). Operatorem było istniejące do dziś przedsiębiorstwo komunikacyjne Promet. Był to jeden z dwóch systemów trolejbusowych w Socjalistycznej Republiki Chorwacji.

## Historia
Trolejbusy w Splicie uruchomiono w 1964 r. na jednej linii z plaży miejskiej do Solina. Z powodu złego stanu nawierzchni na ulicach oraz częstych przerw w kursowaniu spowodowanych spadaniem pałąków z sieci wynikającym z niedostatecznego przeszkolenia kierowców trolejbusy zlikwidowano w 1968 r.